# U-31 (1936)
| U-31                                                                                     | U-31 | U-31 |
| ---------------------------------------------------------------------------------------- | --- | --- |
|                                                                                          | | |
|                                                                                          | | |
| Зображення підводного човна U-33, аналогічного з U-31 типу                               | | |
| Під прапором                                                                             | Третій Рейх | Третій Рейх |
| Спуск на воду                                                                            | 25 вересня 1936 року | 25 вересня 1936 року |
| Виведений зі складу флоту                                                                | 28 грудня 1936 року | 28 грудня 1936 року |
| Сучасний статус                                                                          | 11 березня 1940 року затоплений британською авіацією у бухті Ядебузен; піднятий та відновлений; вдруге затоплений 2 листопада 1940 року есмінцем «Антілоуп» північно-західніше Ірландії | 11 березня 1940 року затоплений британською авіацією у бухті Ядебузен; піднятий та відновлений; вдруге затоплений 2 листопада 1940 року есмінцем «Антілоуп» північно-західніше Ірландії |
| Проєкт                                                                                   | | |
| Тип ПЧ                                                                                   | Торпедний ДПЧ | Торпедний ДПЧ |
| Розробник проєкту                                                                        | AG Weser, Бремен | AG Weser, Бремен |
| Вартість                                                                                 | 4 189 000 ℛℳ | 4 189 000 ℛℳ |
| Основні характеристики                                                                   | | |
| Швидкість (надводна)                                                                     | 17,9 вузла | 17,9 вузла |
| Швидкість (підводна)                                                                     | 8 вузлів | 8 вузлів |
| Робоча глибина занурення                                                                 | 100 м | 100 м |
| Гранична глибина занурення                                                               | 220 м | 220 м |
| Автономність плавання                                                                    | 135—174 км на швидкості 4 вузли (в підводному положенні) 11 470 км на швидкості 10 вузлів (у надводному положенні)                                                                      | 135—174 км на швидкості 4 вузли (в підводному положенні) 11 470 км на швидкості 10 вузлів (у надводному положенні)                                                                      |
| Екіпаж                                                                                   | 44—60 осіб | 44—60 осіб |
| Розміри                                                                                  | | |
| Довжина найбільша (по КВЛ)                                                               | 64,51 м | 64,51 м |
| Ширина корпусу найб.                                                                     | 5,85 м | 5,85 м |
| Висота                                                                                   | 9,5 м | 9,5 м |
| Середня осадка (по КВЛ)                                                                  | 4,37 м | 4,37 м |
| Водотоннажність надводна                                                                 | 626 т | 626 т |
| Силова установка                                                                         | | |
| дизель-електрична; 2 дизельних двигуни MAN M 6 V 40/46, 2 електродвигуни BBC GG UB 720/8 | | |
| Гвинти                                                                                   | 2 | 2 |
| Потужність                                                                               | 2 × 2100—2310 к.с. (дизелі) 2 × 750 к.с. (електродвигуни) | 2 × 2100—2310 к.с. (дизелі) 2 × 750 к.с. (електродвигуни) |
| Озброєння                                                                                | | |
| Артилерія                                                                                | 1 × 88-мм палубна гармата SK C/35 1 × 20-мм зенітна гармата FlaK 30/38/Flakvierling | 1 × 88-мм палубна гармата SK C/35 1 × 20-мм зенітна гармата FlaK 30/38/Flakvierling |
| Торпедно- мінне озброєння                                                                | 4 носових і один кормовий ТА. 11 торпед або 26 мін TMA або 33 міни TMB | 4 носових і один кормовий ТА. 11 торпед або 26 мін TMA або 33 міни TMB |

U-31 — німецький підводний човен типу VII A, що входив до складу крігсмаріне за часів Другої світової війни. Закладений 1 березня 1936 року на верфі компанії AG Weser у Бремені. Спущений на воду 25 вересня 1936 року, 28 грудня 1936 року корабель увійшов до складу ВМС нацистської Німеччини.
З моменту введення U-31 до строю підводний човен входив до складу 2-ї флотилії ПЧ Крігсмаріне. З 27 серпня 1939 року і до останнього походу у листопаді 1940 року, U-31 здійснив 7 бойових походів в Атлантичному океані, потопив 11 суден противника сумарною водотоннажністю 27 751 брутто-реєстрових тонн і один допоміжний військовий корабель (160 GRT), а також на міні, встановленій субмариною, підірвався британський лінійний корабель «Нельсон» (33 950 тонн).
11 березня 1940 року корабель був затоплений британським легким бомбардувальником «Блейхейм» у бухті Ядебузен. ПЧ проходив ходові випробування, тому на борту перебували 13 осіб інженерів і робітників-ремонтників; усі 58 осіб загинули. 15 березня підводний човен підняли, доставили до Вільгельмсгафена, де відновили і 30 липня 1940 року повернули у стрій.
Вдруге затоплений 2 листопада 1940 року північно-західніше Ірландії глибинними бомбами есмінця «Антілоуп». 2 людини загинуло та 44 потрапили в полон.

## Командири
- Капітан-лейтенант Рольф Дау (28 грудня 1936 — 8 листопада 1938)
- Капітан-лейтенант Йоганнес Габекост (8 листопада 1938 — 11 березня 1940)
- Капітан-лейтенант Вільфрід Прелльберг (30 липня — 2 листопада 1940)

## Перелік затоплених U-31 суден у бойових походах
| №                                                                            | Дата            | Назва          | Тип                | Належність        | Водотоннажність (брт) | Вантаж                                                                                                   | Конвой        | Результат та координати                                                                          | Наслідки атаки для екіпажу       | Прим.                                                           |
| ---------------------------------------------------------------------------- | --------------- | -------------- | ------------------ | ----------------- | --------------------- | --- | ------------- | ------------------------------------------------------------------------------------------------ | -------------------------------- | --------------------------------------------------------------- |
| Перший похід (27.08—2.09.1939, 7 діб; Мемель—Вільгельмсгафен)                |                 |                |                    |                   |                       | |               |                                                                                                  |                                  |                                                                 |
| Другий похід (9.09—2.10.1939, 24 доби; Вільгельмсгафен—Вільгельмсгафен)      |                 |                |                    |                   |                       | |               |                                                                                                  |                                  |                                                                 |
| 1                                                                            | 16 вересня 1939 | Aviemore       | суховантажне судно | Велика Британія   | 4 060                 | 5105 тонн блях                                                                                           |               | потоплено 49°11′ пн. ш. 13°38′ зх. д. / 49.183° пн. ш. 13.633° зх. д.                            | 34 (23 загинуло та 11 врятовані) |                                                                 |
| 2                                                                            | 24 вересня 1939 | Hazelside      | суховантажне судно | Велика Британія   | 4 646                 | ліс, деревна маса, зерно                                                                                 |               | потоплено 51°17′ пн. ш. 9°22′ зх. д. / 51.283° пн. ш. 9.367° зх. д.                              | 34 (11 загинуло та 23 врятовані) |                                                                 |
| Третій похід (21.10—31.10.1939, 11 діб; Вільгельмсгафен—Вільгельмсгафен)     |                 |                |                    |                   |                       | |               |                                                                                                  |                                  |                                                                 |
| Четвертий похід (19.11—11.12.1939, 23 доби; Вільгельмсгафен—Вільгельмсгафен) |                 |                |                    |                   |                       | |               |                                                                                                  |                                  |                                                                 |
| 3                                                                            | 1 грудня 1939   | Arcturus       | суховантажне судно | Норвегія          | 1 277                 | генеральні вантажі, зокрема чай, газові плити, сталевий дріт, взуття, вироби машинобудування та паперові |               | потоплено 57°39′ пн. ш. 0°36′ сх. д. / 57.650° пн. ш. 0.600° сх. д.                              | 17 (9 загинуло та 8 врятовані)   |                                                                 |
| 4                                                                            | 1 грудня 1939   | Ove Toft       | суховантажне судно | Данія             | 2 135                 | вугілля                                                                                                  |               | потоплено 55°36′ пн. ш. 0°46′ зх. д. / 55.600° пн. ш. 0.767° зх. д.                              | 21 (6 загинуло та 15 врятовані)  |                                                                 |
| 5                                                                            | 4 грудня 1939   | Gimle          | суховантажне судно | Норвегія          | 1 271                 | кокосові горіхи                                                                                          |               | потоплено 57°15′ пн. ш. 1°50′ сх. д. / 57.250° пн. ш. 1.833° сх. д.                              | 19 (3 загинуло та 16 врятовані)  |                                                                 |
| 6                                                                            | 4 грудня 1939   | «Нельсон»      | лінійний корабель  | Велика Британія   | 33 950                | |               | пошкоджений у наслідок підриву на міні 57°52′ пн. ш. 5°40′ зх. д. / 57.867° пн. ш. 5.667° зх. д. | 73 людини поранені               | лінкор підірвався на міні, встановленій U-31 27.10 у Лох-Ів     |
| 7                                                                            | 4 грудня 1939   | Primula        | суховантажне судно | Норвегія          | 1 024                 | баласт                                                                                                   |               | потоплено 57°15′ пн. ш. 1°50′ сх. д. / 57.250° пн. ш. 1.833° сх. д.                              | 15 (8 загинуло та 7 врятовані)   |                                                                 |
| 8                                                                            | 6 грудня 1939   | Agu            | суховантажне судно | Естонія           | 1 575                 | вугілля                                                                                                  |               | потоплено 56°03′ пн. ш. 0°35′ сх. д. / 56.050° пн. ш. 0.583° сх. д.                              | 18 (усі загинули)                |                                                                 |
| 9                                                                            | 6 грудня 1939   | Vinga          | суховантажне судно | Швеція            | 1 974                 | вугілля                                                                                                  |               | потоплено 56°25′ пн. ш. 1°08′ сх. д. / 56.417° пн. ш. 1.133° сх. д.                              | 22 (усі врятовані)               |                                                                 |
| 10                                                                           | 23 грудня 1939  | HMS Glen Albyn | військовий траулер | Велика Британія   | 82                    | |               | потоплений 57°52′ пн. ш. 5°40′ зх. д. / 57.867° пн. ш. 5.667° зх. д.                             | ? (? загинуло та ? врятовані)    | траулери підірвалися на мінах, встановлених U-31 27.10 у Лох-Ів |
| 11                                                                           | 23 грудня 1939  | HMS Promotive  | військовий траулер | Велика Британія   | 78                    | |               | потоплений 57°52′ пн. ш. 5°40′ зх. д. / 57.867° пн. ш. 5.667° зх. д.                             | ? (? загинуло та ? врятовані)    | траулери підірвалися на мінах, встановлених U-31 27.10 у Лох-Ів |
| П'ятий похід (15.01—4.02.1940, 21 доба; Вільгельмсгафен—Вільгельмсгафен)     |                 |                |                    |                   |                       | |               |                                                                                                  |                                  |                                                                 |
| Шостий похід (16.09—8.10.1940, 23 доби; Вільгельмсгафен—Лор'ян)              |                 |                |                    |                   |                       | |               |                                                                                                  |                                  |                                                                 |
| 12                                                                           | 22 вересня 1940 | Union Jack     | вітрильне судно    | Фарерські острови | 81                    | риба |               | потоплене 59°50′ пн. ш. 7°40′ зх. д. / 59.833° пн. ш. 7.667° зх. д.                              | 7 (0 загинуло та 7 врятовані)    |                                                                 |
| 13                                                                           | 27 вересня 1940 | Vestvard       | суховантажне судно | Норвегія          | 4 319                 | баласт                                                                                                   | конвой OB 218 | потоплене 56°03′ пн. ш. 17°55′ зх. д. / 56.050° пн. ш. 17.917° зх. д.                            | 31 (1 загинув та 30 врятовані)   |                                                                 |
| Сьомий похід (19.10—2.11.1940, 15 діб; Лор'ян-загибель)                      |                 |                |                    |                   |                       | |               |                                                                                                  |                                  |                                                                 |
| 14                                                                           | 29 жовтня 1940  | Matina         | суховантажне судно | Велика Британія   | 5 389                 | 1500 тонн бананів                                                                                        |               | потоплене 57°30′ пн. ш. 16°31′ зх. д. / 57.500° пн. ш. 16.517° зх. д.                            | 71 (71 загинув)                  | 26.10 судно було пошкоджене U-28                                |